# Петров, Борис Фёдорович (политик)
Бори́с Фе́дорович Петро́в (23 июня 1952 Геленджик, Краснодарский край, РСФСР) — глава Запорожской областной государственной администрации в 2010—2011 гг., глава запорожского регионального отделения Партии регионов с октября 2001; член Политсовета Партии регионов.

## Биография
Образование: Запорожский машиностроительный институт, инженер промышленного транспорта; Запорожская государственная инженерная академия, экономист промышленных предприятий.
- 1974 — 75 — инженер-технолог, «Запорожтрансформатор».
- 1975 — 76 — сцепщик вагонов, диспетчер, ревизор по безопасности движения, мастер
- 1976 — 79 — начальник службы эксплуатации, начальник района шлаковых отвалов, заместитель начальника железнодорожного цеха, Запорожский ферросплавный завод.
- 1979 — 87 — заместитель начальника, начальник транспортного цеха,
- 1987 — 97 — заместитель директора по коммерческой работе, коммерческий директор,
- 1997—2006 — глава правления, генеральный директор, ОАО «Украинский графит».

Апрель 2002 — кандидат в народные депутаты Украины от блока «За единую Украину!», 59 в списке. На время выборов: глава правления — генеральный директор ОАО «Укрграфит», член Партии регионов.
- Апрель 2002 — апрель 2006 — депутат Запорожского облсовета. Член Партии регионов (с марта 2001).

Народный депутат Украины 6-го созыва с ноября 2007 от Партии регионов, 36-й в списке. На время выборов: народный депутат Украины, член Партии регионов.
Народный депутат Украины 5-го созыва с апреля 2006 по ноябрь 2007 от Партии регионов, 36-й в списке. На время выборов: глава правления, генеральный директор ОАО «Украинский графит», член ПР, член Комитета по вопросам промышленной и регуляторной политики и предпринимательства (с июля 2006), член фракции Партии регионов (с мая 2006).
C марта 2010 года по октябрь 2011 г. — глава Запорожской областной государственной администрации. 2 ноября 2011 года, в связи с переводом на другую должность, Президент Украины Виктор Янукович подписал Указ об увольнении Бориса Петрова с должности председателя Запорожской областной государственной администрации. Вместо Бориса Петрова Запорожскую областную государственную администрацию возглавил Александр Николаевич Пеклушенко — народный депутат Украины VI созыва из Партии регионов.

## Личная жизнь
- Жена — Елена Викторовна (1969)
  - Сын — Роман (1975)
  - Дочь — Елизавета (1998).